# Элмер Гантри (фильм)
«Элмер Гантри» (англ. Elmer Gantry) — американский драматический кинофильм режиссёра Ричарда Брукса, вышедший на экраны в 1960 году. Главные роли исполняют Берт Ланкастер, Джин Симмонс и Артур Кеннеди. Пять номинаций на премию «Оскар», в том числе за лучший фильм года, три из которых оказались победными — за актёрские работы Берта Ланкастера и Ширли Джонс и адаптированный сценарий Ричарда Брукса.
Вольная экранизация одноимённого романа Синклера Льюиса. В сценарий фильма не попали многие персонажи, присутствующие в романе, коренным образом поменялся характер и действия сестры Шэрон Фальконер, сыгранной Джин Симмонс.

## Сюжет
Коммивояжёр Элмер Гантри (Берт Ланкастер) совершенно случайно попадает на собрание верующих людей, и понимает, что на религии можно очень хорошо заработать. Он перевоплощается в евангелиста и объединяется с сестрой Шэрон Фальконер (Джин Симмонс), проповедуя вместе с ней в церквях…

## В ролях
| Актёр          | Роль                                                                         |
| -------------- | ---------------------------------------------------------------------------- |
| Берт Ланкастер | Элмер Гантри                                                                 |
| Джин Симмонс   | сестра Шэрон Фальконер                                                       |
| Артур Кеннеди  | Джим Леффертс                                                                |
| Дин Джаггер    | Уильям Л. Морган                                                             |
| Ширли Джонс    | Лулу Бейнс                                                                   |
| Эдвард Эндрюс  | Джордж Ф. Бэббитт                                                            |
| Патти Пэйдж    | сестра Рэйчел                                                                |
| Джон Куолен    | Сэм, хозяин магазина (в титрах не указан)                                    |
| Марджори Стэпп | дама в красном на празднике Рождественского сочельника (в титрах не указана) |
| Джин Уиллз     | проститутка (в титрах не указана)                                            |

## Награды и номинации
- 1960 — премия Национального совета кинокритиков США за лучшую женскую роль второго плана (Ширли Джонс), а также попадание в десятку лучших фильмов года.
- 1961 — три премии «Оскар»: лучший актёр (Берт Ланкастер), лучшая актриса второго плана (Ширли Джонс), лучший адаптированный сценарий (Ричард Брукс). Кроме того, лента получила две номинации: лучший фильм, лучшая музыка (Андре Превин).
- 1961 — премия «Золотой глобус» за лучшую мужскую роль — драма (Берт Ланкастер), а также 4 номинации: лучший фильм — драма, лучший режиссёр (Ричард Брукс), лучшая женская роль — драма (Джин Симмонс), лучшая женская роль второго плана (Ширли Джонс).
- 1961 — три номинации на премию BAFTA: лучший фильм, лучшая мужская роль (Берт Ланкастер), лучшая женская роль (Джин Симмонс).
- 1961 — премия Гильдии сценаристов США за лучшую американскую драму (Ричард Брукс).
- 1961 — номинация на премию Гильдии режиссёров США за лучшую режиссуру художественного фильма (Ричард Брукс).
- 1961 — 9-е место в списке лучших фильмов года по версии журнала Cahiers du cinéma.
- 1968 — участие в конкурсной программе Вальядолидского кинофестиваля.

## Релиз
В 1980-е годы фильм выпущен видеокомпанией «MGM/UA Home Video» на Betamax, VHS и Betacam, перевыпущен в 1990-е годы и на Laserdisc.
В России фильм выпущен на лицензионных видеокассетах совместными компаниями «Союз Видео» и «Soventure» с двухголосым закадровым переводом.